# Бетплан
Бетпла́н (фр. Betplan) — коммуна во Франции, находится в регионе Юг — Пиренеи. Департамент — Жер. Входит в состав кантона Мьелан. Округ коммуны — Миранд.
Код INSEE коммуны — 32050.

## География

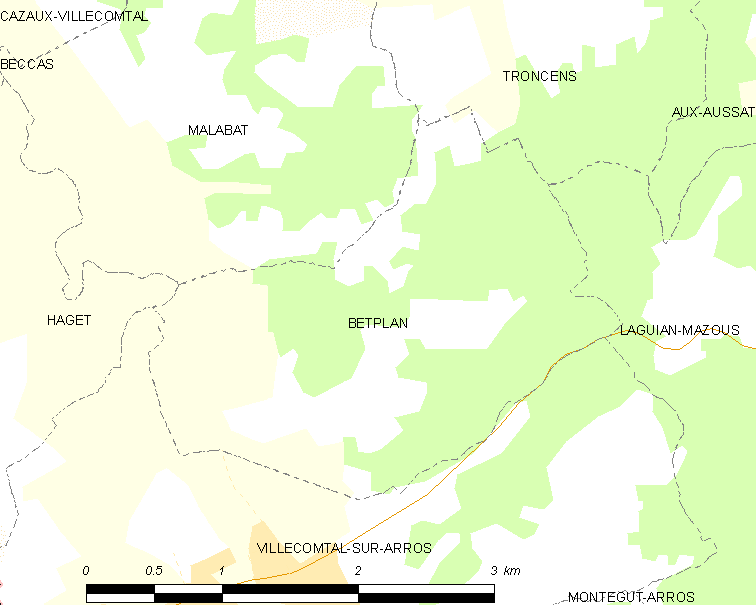
Карта коммуны

Коммуна расположена приблизительно в 630 км к югу от Парижа, в 105 км западнее Тулузы, в 45 км к юго-западу от Оша.
На северо-западе коммуны протекает река Аррос.

## Климат
Климат умеренно-океанический. Лето жаркое и немного дождливое, температура часто превышает 35 °С. Зимой часто бывает отрицательная температура и ночные заморозки. Годовое количество осадков — 700—900 мм.

## Население
Население коммуны на 2010 год составляло 113 человек.
| 1962 | 1968 | 1975 | 1982 | 1990 | 1999 | 2010 |
| ---- | ---- | ---- | ---- | ---- | ---- | ---- |
| 116  | 107  | 91   | 98   | 120  | 136  | 113  |

## Администрация
| Период | Период | Фамилия    | Партия       | Примечания |
| ------ | ------ | ---------- | ------------ | ---------- |
| 2001   | 2020   | Жерар Танк | Разные левые |            |

## Экономика
В 2010 году среди 75 человек трудоспособного возраста (15-64 лет) 58 были экономически активными, 17 — неактивными (показатель активности — 77,3 %, в 1999 году было 75,3 %). Из 58 активных жителей работали 55 человек (31 мужчина и 24 женщины), безработных было 3 (2 мужчин и 1 женщина). Среди 17 неактивных 5 человек были учениками или студентами, 6 — пенсионерами, 6 были неактивными по другим причинам.

## Достопримечательности
- Церковь Св. Лаврентия (XIII век)
- Замок Бетплан (XVII век). Исторический памятник с 1949 года[4]